# Луиза-Елизабет Бурбон-Орлеанска
Луиза-Елизабет Бурбон-Орлеанска (на френски: Louise Élisabeth d'Orléans; на испански: Luisa Isabel de Orleans) е френска принцеса и кралица на Испания – съпруга на испанския крал Луис I.

## Произход и ранни години (1709 – 1720)
Луиза-Елизабет е родена на 9 септември 1709 г. във Версай, Франция. Тя е четвърто дете на орлеанския херцог Филип II – регент на малолетня Луи XV, и на Франсоаз дьо Бурбон – призната дъщеря на крал Луи XIV и маркиза Дьо Монтеспан. По бащина линия Луиза-Елизабет се пада племенница на Кралят-Слънце, а по майчина – негова внучка, което ѝ давало правото да носи титлата принцеса дю санг (принцеса на кръвта). До омъжването си Луиза-Елизабет е наричана мадмоазел Дьо Монпансие.
Луиза-Елизабет не получава добро образование – подобно на петте си сестри тя получава оскъдно манастирско образование, поради което се смята за неподходяща партия за брак. През 1715 г. бащата на Луиза-Елизабет фактически установява своята едноличната власт във Франция от името на малолетния крал. През 1718 г. Франция и Испания водят помежду си т.н. Война на четворния съюз. Испанският крал Филип V е принуден да иска мир от Франция, на която предлага сключване на съюз, чрез династичен брак между малолетния Луи XV и инфанта Мариана-Виктория, от една страна, и между си Луис и една от дъщерите на френския регент, от друга.

## Принцеса на Астурия (1721 – 1723)
По това време само Луиза-Елизабет и сестра ѝ Филипин са единствените неомъжени дъщери на Филип II Орлеански. Решено е, че Луиза-Елизабет е най-подходяща за съпруга на испанския престолонаследник. Така през 1721 във Версай между Луиза-Елизабет и Луис Испански е сключен символичен брак по довереност (в отсъствието на младоженеца), след което Луиза-Елизабет е изпратена в Мадрид. В Мадрид тя среща хладен прием, особено от страна на мащехата на съпруга си – кралица Исабела Фернезе, но въпреки това на 20 януари 1722 Луиза-Елизабет и Луис Испански са венчани в катедралата на Лерма. Сестрата на Луиза-Елизабет е сгодена за другия син на испанския крал – Карлос, но бракът не се осъществява и Филипин е върната в Париж, където умира на 19 години.
Като съпруга на престолонаследника Луиза-Елизабет получила титлата Принцеса на Астурия. Въпреки високия си статус в испанския двор – втора след кралицата, принцесата на Астурия не получава полагащото ѝ се уважение – всяка нейна стъпка е зорко наблюдавана, а недостатъците ѝ стават причина за открити злословия по неин адрес. Липсата на подобаващо образование, не позволява на Луиза-Елизабет да отвърне правилно на нападките, а реакциите ѝ често се оказват твърде емоционални.

## Испанска кралица (1724)
На 15 януари 1724 емоционално нестабилният крал Филип V Испански се отрича от престола и отстъпва короната на сина си Луис, а Луиза-Елизабет става нова кралица на Испания. Съпругът на Луиза-Елизабет обаче управлява едва седем месеца, след което умира от едра шарка. Тъй като двамата нямат деца, това налага Филип V отново да застане на престола.
Овдовяла рано, Луиза-Елизабет първоначално остава в Мадрид, но испанският двор не скрива враждебното си отношение към вдовстващата кралица, което става причина тя да се върне отново във Франция по молба на своята майка.

## Последни години (1725 – 1742)
Отново във Франция, Луиза-Елизабет се установява в Париж, по-далеч от кралския двор на братовчед ѝ Луи XV. Като бивша кралица Луиза-Елизабет имала право на ежегодна пенсия от испанския двор в размер на 600 хиляди ливри, които Испания отказва да плаща, тъй като бракът между Луиза-Елизабет и покойния Луис I скоро е анулиран.
Далеч от публичното внимание, Луиза-Елизабет прекарва дните си в Шато дьо Винсен и Люксембургския дворец, който е подарен от баща ѝ на една от сестрите на Луиза-Елизабет. Забравена от всички, Луиза-Елизабет умира през 1742 г. и е погребана в църквата „Сен Сюлпис“ в Париж.